# Landesforschungsanstalt für Landwirtschaft und Fischerei Mecklenburg-Vorpommern
Die Landesforschungsanstalt für Landwirtschaft und Fischerei Mecklenburg-Vorpommern (LFA MV) als nachgeordnete Einrichtung des Ministeriums für Klimaschutz, Landwirtschaft, ländliche Räume und Umwelt des Landes Mecklenburg-Vorpommern ist eines der 13 in Mecklenburg-Vorpommern ansässigen Agrar- und Ressortforschungseinrichtungen. Zu ihren Aufgaben gehören sowohl die anwendungsorientierte Agrar- und Fischereiforschung als auch die Unterstützung der Agrarpolitik. Sitz der Verwaltung ist Gülzow-Prüzen im Landkreis Rostock.
Zur LFA MV gehören die folgenden vier Institute:
- Institut für Pflanzenproduktion und Betriebswirtschaft am Standort Gülzow-Prüzen
- Institut für Tierproduktion am Standort Dummerstorf
- Institut für Fischerei an den Standorten Rostock, Born und Hohen Wangelin
- Gartenbaukompetenzzentrum am Standort Gülzow-Prüzen

Die Forschungsschwerpunkte werden durch die aktuellen Herausforderungen Klimawandel, Biodiversität, Nachhaltigkeit, Ernährungssicherheit und gesellschaftliche Akzeptanz der Landwirtschaft und Fischerei bestimmt. Auch zunehmendes Verbraucherbewusstsein, was Gesundheit, Herkunft und Verarbeitung betrifft, hat Einfluss auf die Arbeit der LFA MV.